# Chapelle de la Charité d'Arles
Pour les articles homonymes, voir Chapelle de la Charité.
La chapelle de la Charité, à Arles, fait partie d'un ensemble plus vaste : le couvent des Carmélites, que l'on a de la peine à identifier aujourd'hui car transformé en 1928 en hôtel de grand luxe (l'hôtel Jules-César actuel). Bien préservée car ayant servi de salle de spectacles à l'hôtel, elle appartient désormais à la commune qui l'utilise pour des expositions temporaires.

## Situation
La chapelle de la Charité est sise sur le côté sud du boulevard des Lices, à l'ouest du bureau de Poste et en angle avec l'esplanade du kiosque à musique et donc de l'hôtel Jules-César.

## Histoire
Les Carmélites, implantées à Arles depuis 1631, achetèrent le 3 juin 1634 un enclos proche de la porte du Marché-Neuf, s'étendant du cimetière des pauvres à l'ancien hôpital de la Charité dont un vestige, en contrebas de l'esplanade du kiosque à musique, abrita la bourse du travail comme on peut encore le lire au-dessous du fronton de l'édifice. Lors de la Révolution elles furent chassées et l'hôpital de la Charité voisin, dont les bâtiments étaient jugés trop vétustes, fut transféré dans leur couvent, d'où le nom actuel de la chapelle.
De retour en 1823, elles s'installèrent dans l'ancien couvent des Récollets (l'ex-collège Frédéric Mistral transformé aujourd'hui en musée de la Résistance), avant d'en être expulsées à la fin du XIXe siècle. Elles revinrent à Arles au début du XXe siècle dans le quartier des Mouleyrès où elles sont restées jusqu'en 2013 ; depuis 2019, c'est le diocèse d'Aix-et-Arles qui est propriétaire de l'ancien Carmel, 13 rue Frédéric Chevillon, qui abrite la maison du Carmel, avec la maison paroissiale, un patronage pour les enfants, des activités pour tous les âges, mais aussi, le projet du Béguinage solidaire. 
La chapelle est classée au titre des monuments historiques, depuis le 3 novembre 1927.

## Description
La chapelle a été édifiée à partir de 1708 par le maître-maçon arlésien Guillaume Astier. Peu après son achèvement, les Carmélites traitaient avec le sculpteur avignonnais  Jean-Baptiste 1er Péru pour la construction de leur maître-autel et retable, où fut placé un tableau commandé à Pierre Parrocel. Péru est également l'auteur de la chaire. Ces travaux d'aménagement et décoration furent payés 2500 livres à Péru, plus 750 livres pour la chaire, et 400 livres à Parrocel.  
La façade montre un porche encadré de colonnes engagées jumelées d'ordre corinthien qui portent un large fronton triangulaire, lui-même rehaussé d'un tympan formant un médaillon circulaire décoré d'un cœur percé d'une flèche entouré d'une nuée où volètent des angelots, évocation de la Transverbération de Sainte-Thérèse, sainte-patronne des Carmélites Déchaussées.
À l'intérieur, la nef comprend trois travées au riche décor architectural, formé d'arcades en plein cintre et de pilastres composites jumelés portant un entablement.  Les arcades ouvrent sur des chapelles latérales, trois de chaque côté.
Le voûtement, très soigné, est constitué d'une suite de trois voûtes d'arêtes simples séparées par des doubleaux jumelés.
On retrouve une part assez importante du mobilier originel, dont notamment:
- la chaire à prêcher, objet  Classé MH[3] en bois sculpté
- retable baroque du maître-autel,  Classé MH[4], surmonté de remarquables sculptures, et dont le centre est occupé par une toile de l'avignonnais Pierre Parrocel, objet  Classé MH[5] représentant L'Apothéose de Sainte-Thérèse, réformatrice des Carmélites.

La table de communion a été transférée dans le chœur de l'église Saint-Trophime.

### Source
- Arles, le Guide, Monum, Éditions du Patrimoine, mai 2001, page 90  (ISBN 2-85822-643-1)

### Galerie

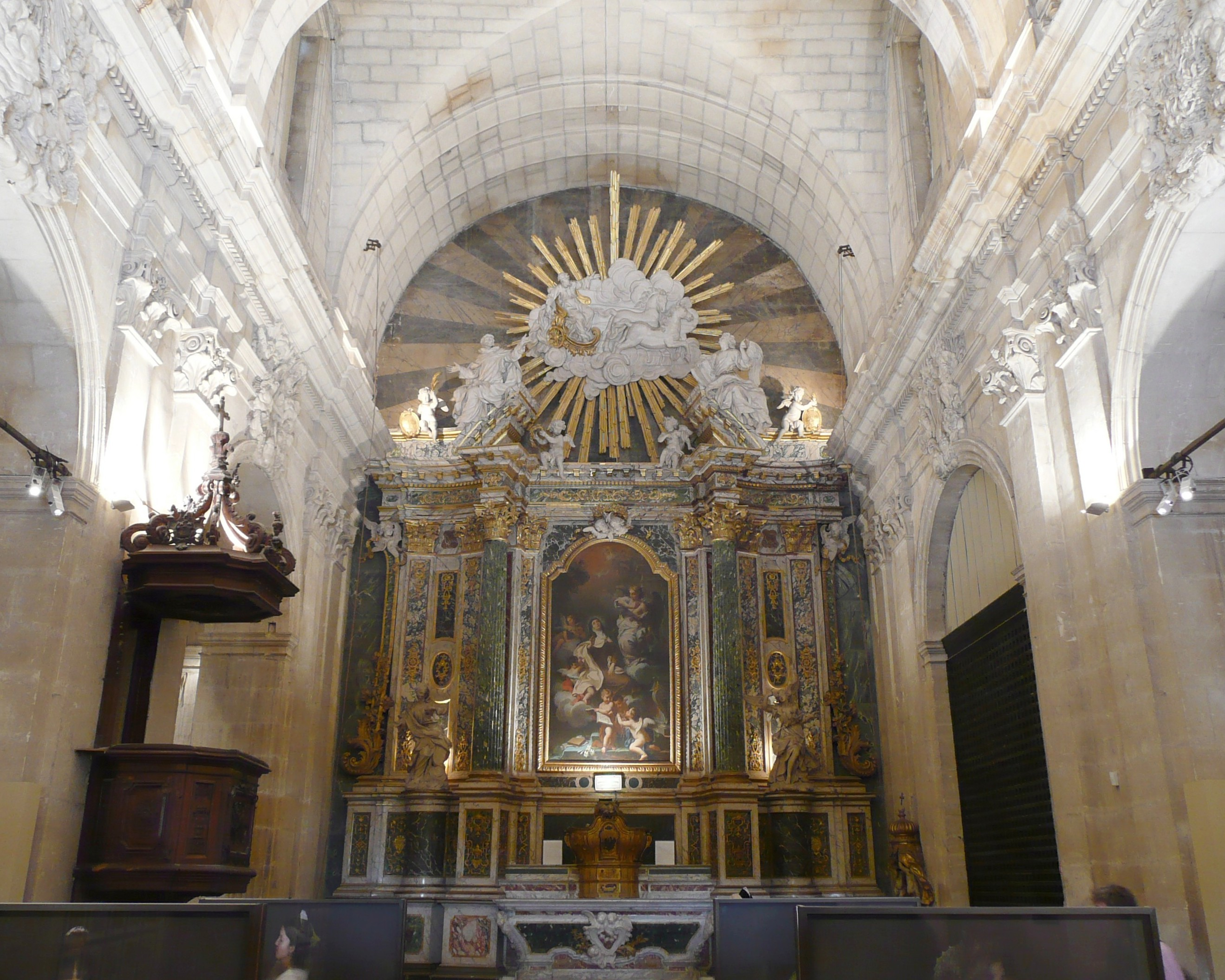
Chapelle des Carmélites, le chœur
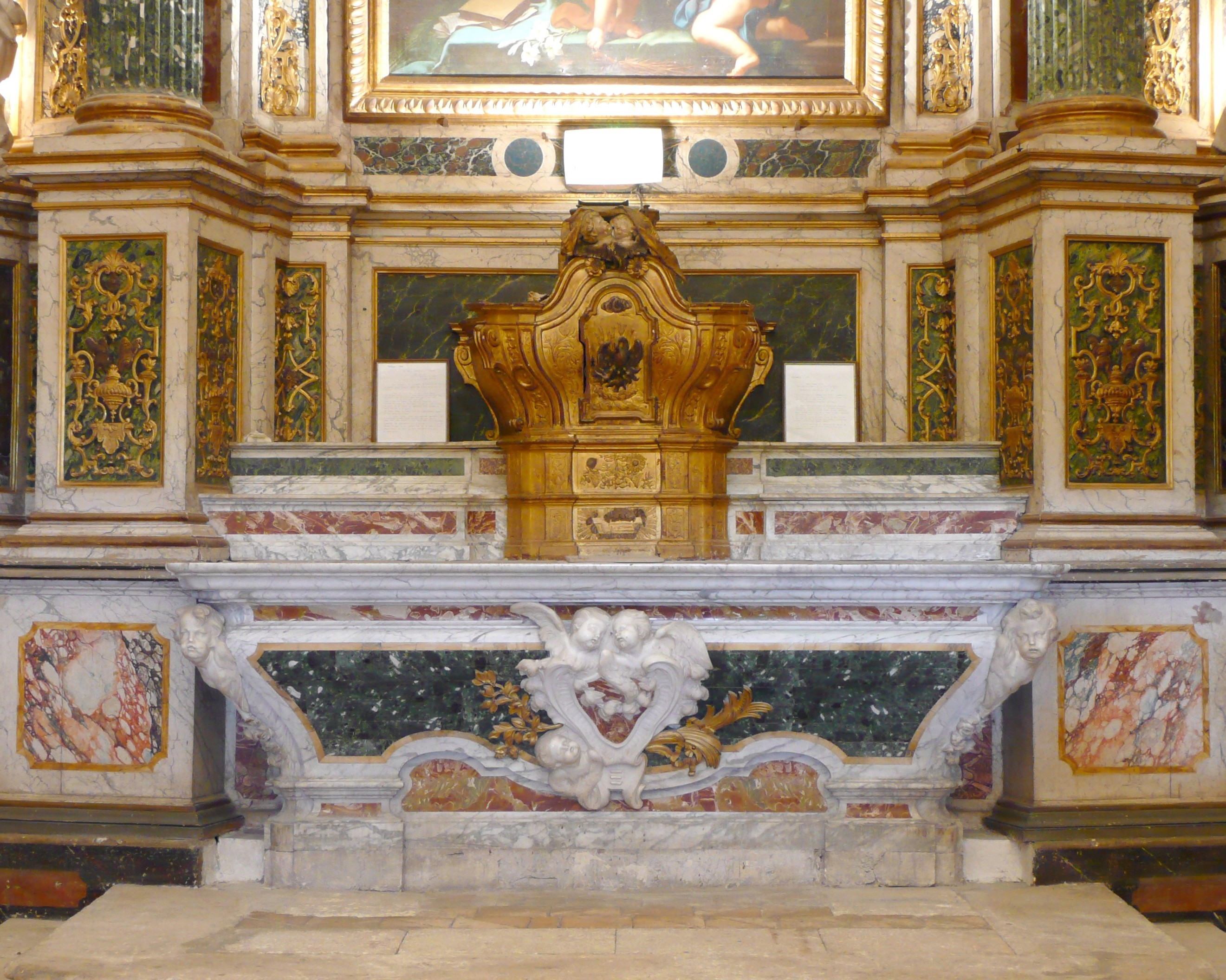
Chapelle des Carmélites, maître autel en marbre polychrome
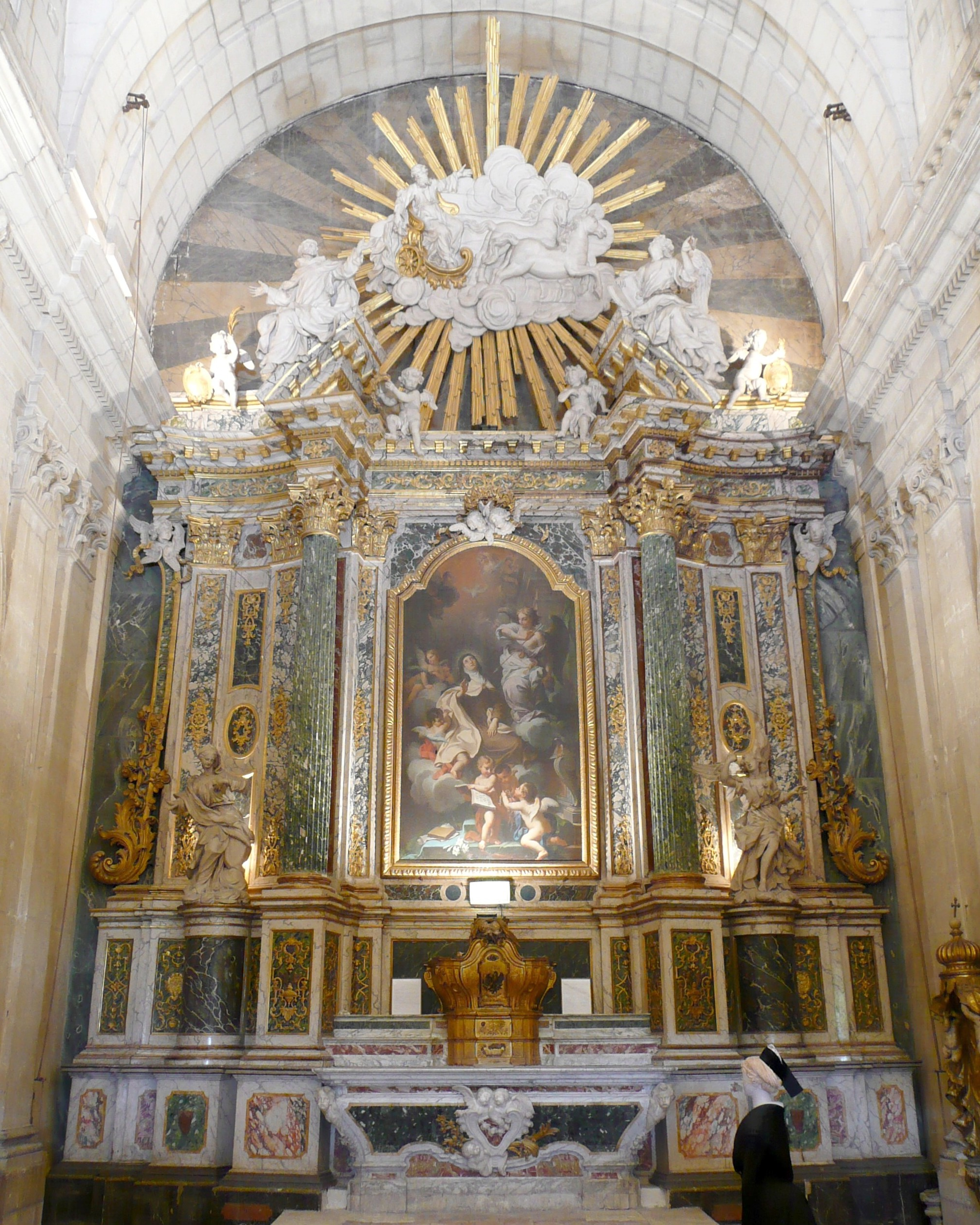
Chapelle des Carmélites, retable & maître-autel
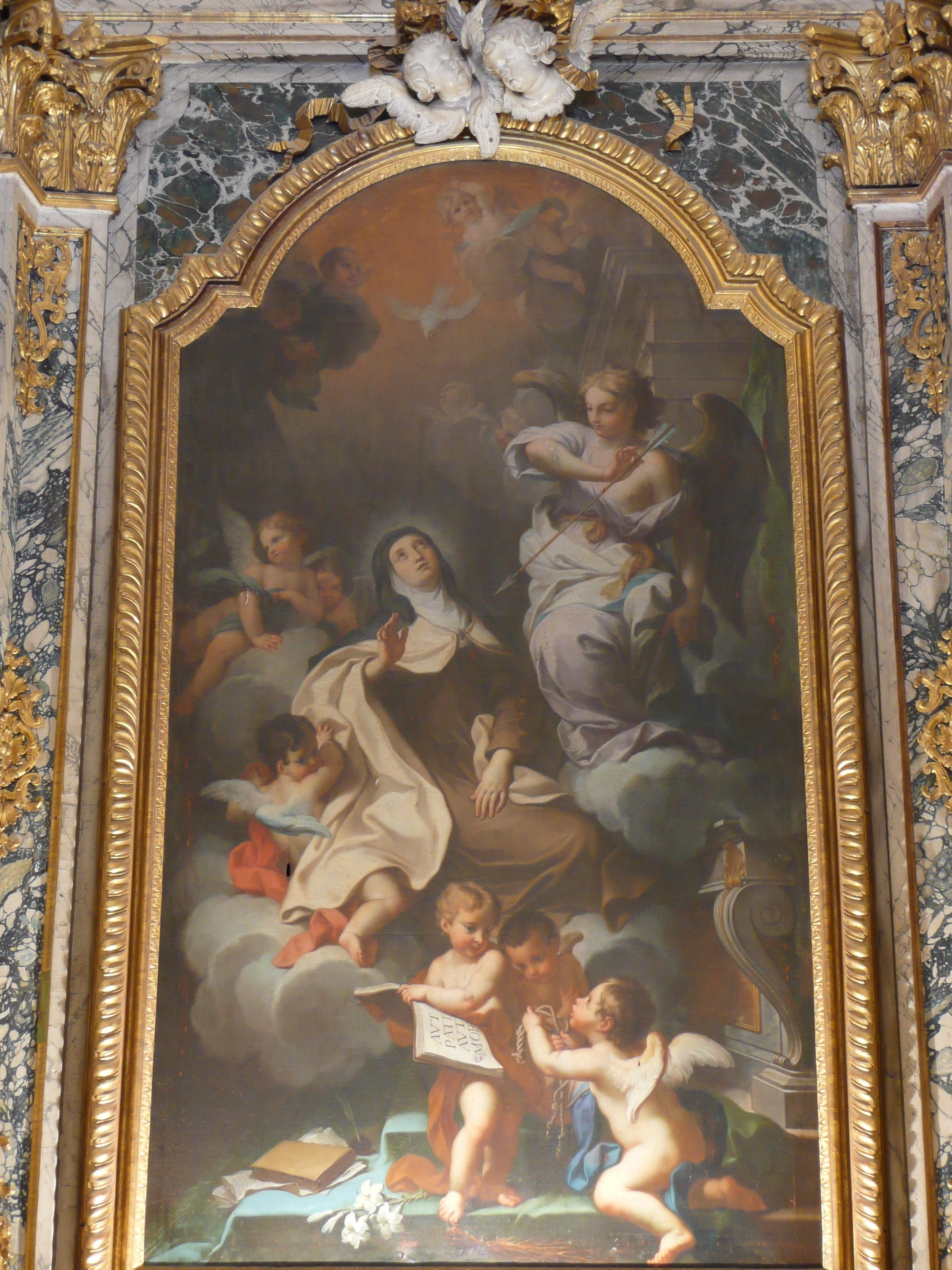
Chapelle des Carmélites, toile de Pierre Parrocel
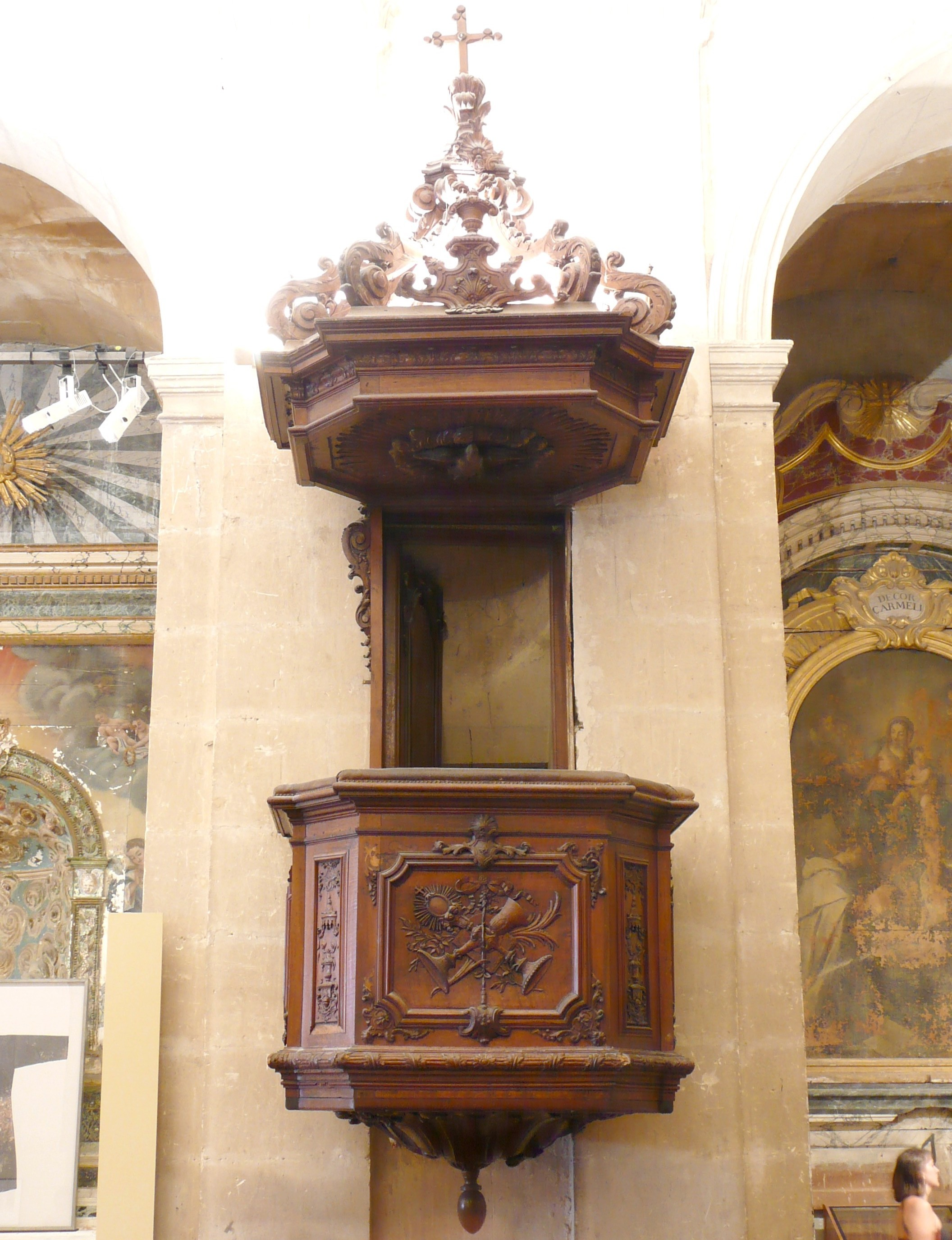
Chapelle des Carmélites, chaire sculptée par Péru
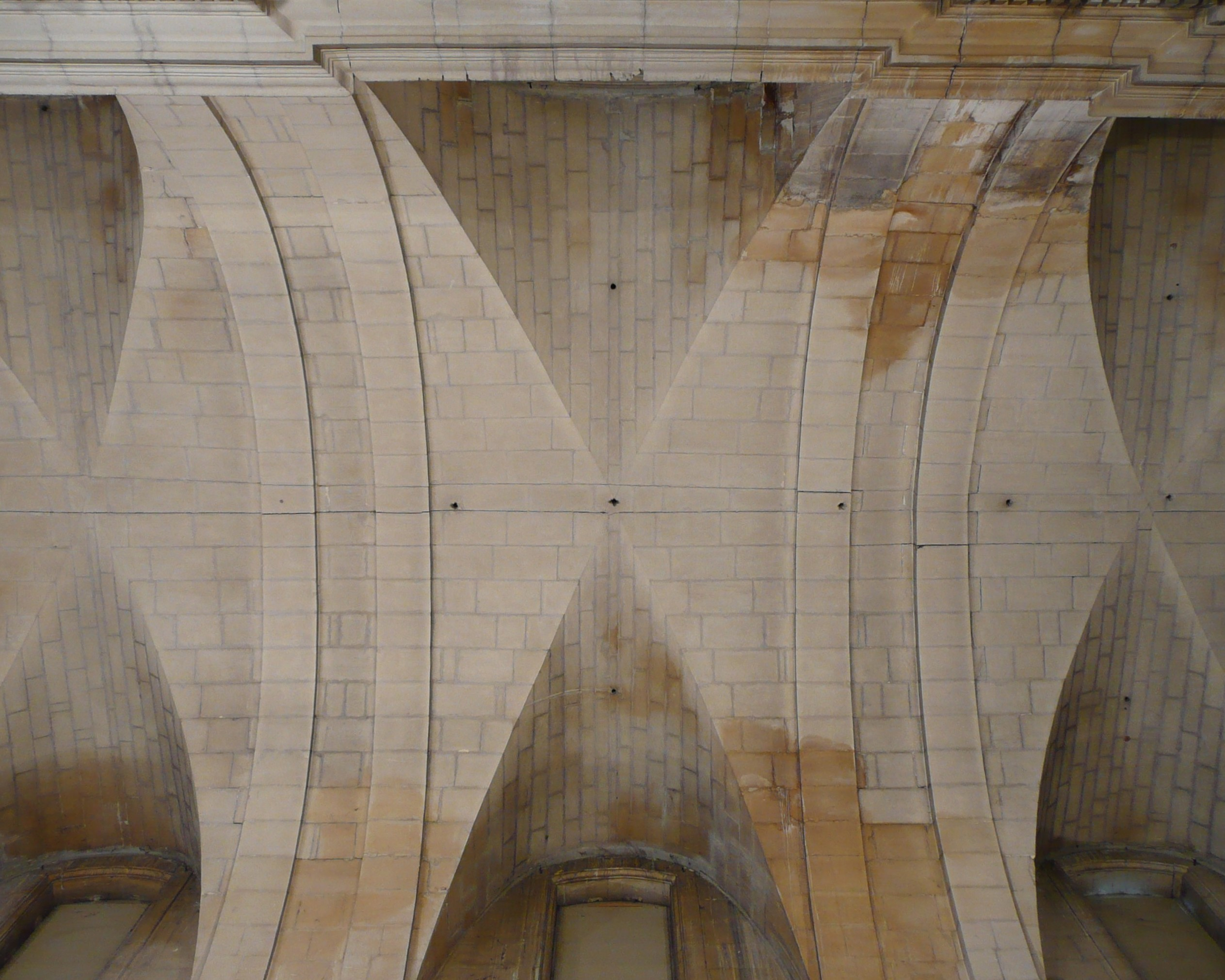
Chapelle des Carmélites, la voute
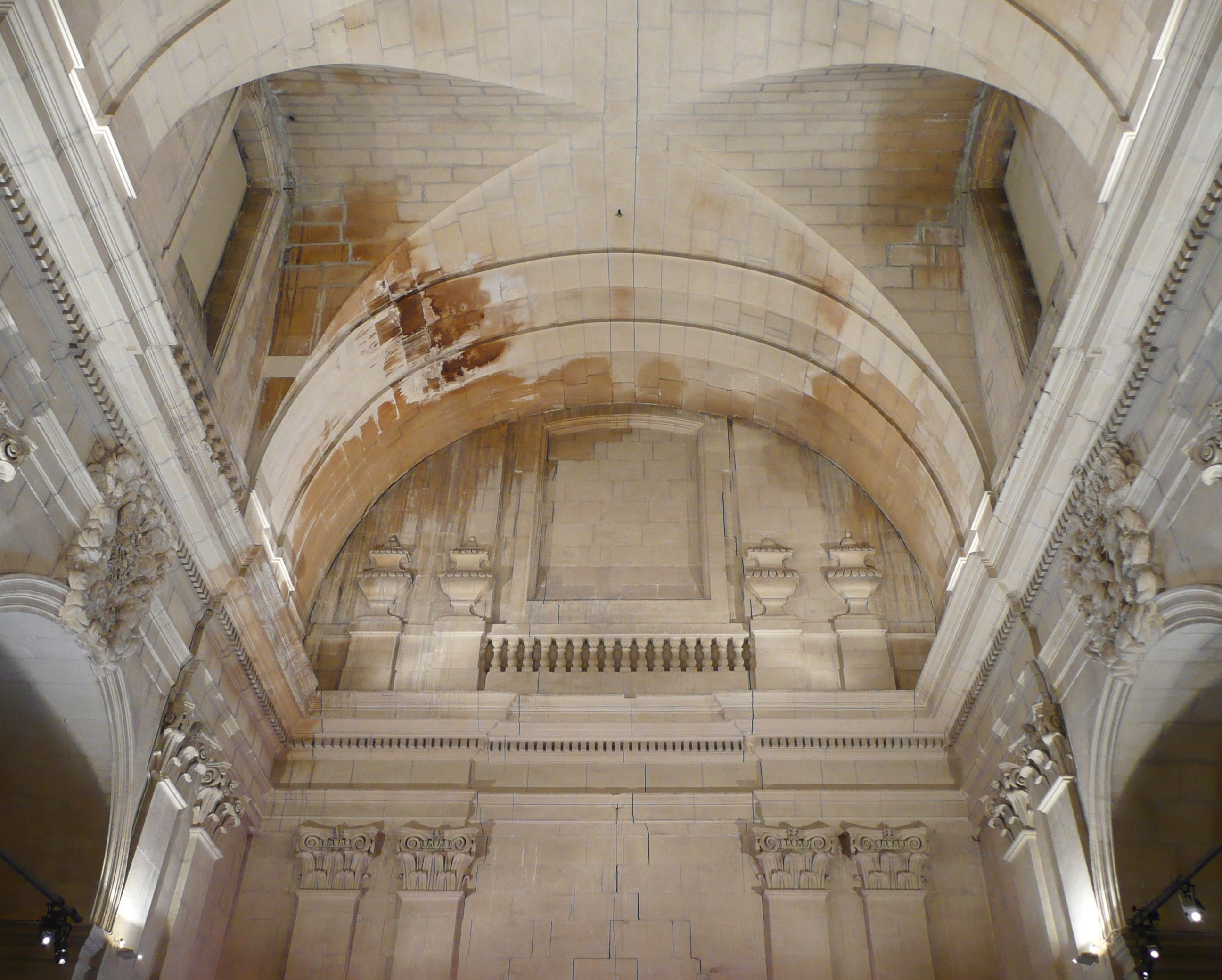
Chapelle des Carmélites, extrémité ouest